# Widnes
Widnes este un oraș în comitatul Cheshire, regiunea North West, Anglia. Orașul se află în districtului unitar Halton a cșrui reședință este.